# Corey Mapes
Corey Mapes (* 22. Juni 1992 in Heilbronn) ist ein deutscher Eishockeyspieler, der seit 2017 erneut bei den Heilbronner Falken aus der DEL2 respektive Oberliga Süd unter Vertrag steht.

## Karriere
Corey Mapes kam im Alter von sechs Jahren zum Eishockeysport und durchlief die Jugendabteilung beim Heilbronner EC bis zum Knabenalter. 2004 wechselte er zum SC Bietigheim-Bissingen, für den er bis 2007 in der Schüler-Bundesliga spielte. Während dieser Zeit geriet er ins Blickfeld der Talentsucher der Adler Mannheim, deren Eishockeyinternat er ab 2007 besuchte. Durch die enge Kopplung von Trainingsbetrieb und Schulalltag konnte Mapes trotz intensiver sportlicher Betätigung auch die Schule meistern. Mit den Jungadlern wurde er zwischen 2008 und 2010 dreimal in Folge deutscher Meister in der Deutschen Nachwuchsliga (DNL). Im Herbst 2009 absolvierte er parallel fünf Partien für die Heilbronner Falken in der 2. Bundesliga, womit er erstmals Einsätze in einer Profiliga hatte.

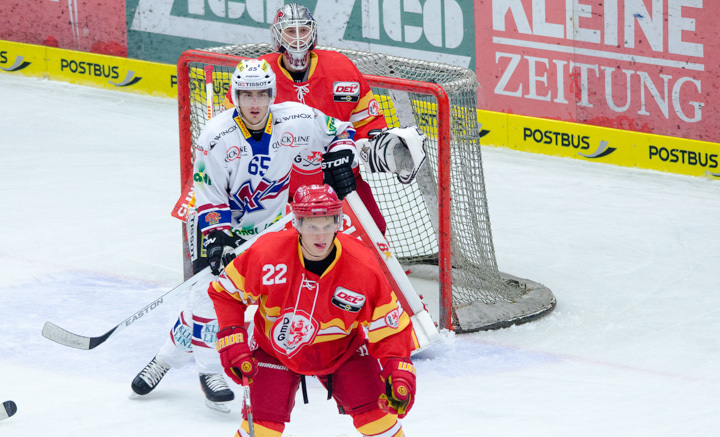
Corey Mapes (im Vordergrund) im August 2013

Das Management der Adler beobachtete seine Entwicklung genau und bot ihm 2010 einen Zweijahresvertrag inklusive einer Förderlizenz für die Heilbronner Falken an, welchen er annahm. Vor Beginn der Saison 2010/11 kam er in allen European-Trophy-Partien der Adler zum Einsatz. Bei einem Spiel zwischen dem ERC Ingolstadt und der Düsseldorfer EG, in deren Mannschaft Mapes seit 2013 spielte, erlitt er am 28. Januar 2014 durch einen Bodycheck des Gegenspielers Jean-François Boucher einen Bruch des dritten Lendenwirbels. Sein Verein beantragte daraufhin ein Ermittlungsverfahren der DEL gegen Boucher, dem ein Foul vorgeworfen wurde. Dieser Ansicht schloss sich der DEL-Disziplinarausschuss an und belegte Boucher mit einer Sperre von sechs Spielen, sowie einer Geldstrafe von 1.800 €. Am Tag nach dem Spiel wurde Mapes einer Notoperation unterzogen. Medien berichteten, dass aufgrund der Verletzungen eine Lähmung drohe, er konnte aber bereits nach zwei Wochen mit guter Prognose das Krankenhaus verlassen.
Nach einem einjährigen Engagement bei den Kassel Huskies aus der DEL2  wurde Mapes im April 2017 von den Heilbronner Falken für zwei Jahre verpflichtet und verlängerte seinen Vertrag mehrfach. 2023 stieg er mit den Falken in die Oberliga ab.

## Erfolge und Auszeichnungen
- 2012 Aufstieg in die Top-Division bei der U20-Junioren-Weltmeisterschaft der Division IA

## Karrierestatistik
(Legende zur Spielerstatistik: Sp oder GP = absolvierte Spiele; T oder G = erzielte Tore; V oder A = erzielte Assists; Pkt oder Pts = erzielte Scorerpunkte; SM oder PIM = erhaltene Strafminuten; +/− = Plus/Minus-Bilanz; PP = erzielte Überzahltore; SH = erzielte Unterzahltore; GW = erzielte Siegtore; 1 Play-downs/Relegation; Kursiv: Statistik nicht vollständig)

### International
Vertrat Deutschland bei:
- World U-17 Hockey Challenge 2009
- U18-Junioren-Weltmeisterschaft der Division I 2010
- U20-Junioren-Weltmeisterschaft 2011
- U20-Junioren-Weltmeisterschaft der Division IA 2012

(Legende zur Spielerstatistik: Sp oder GP = absolvierte Spiele; T oder G = erzielte Tore; V oder A = erzielte Assists; Pkt oder Pts = erzielte Scorerpunkte; SM oder PIM = erhaltene Strafminuten; +/− = Plus/Minus-Bilanz; PP = erzielte Überzahltore; SH = erzielte Unterzahltore; GW = erzielte Siegtore; 1 Play-downs/Relegation; Kursiv: Statistik nicht vollständig)